# La tumba de Ligeia
La tumba de Ligeia (1964) es una película de terror estadounidense dirigida por Roger Corman. Está protagonizada por Vincent Price y Elizabeth Shepherd. Trata de un hombre poseído por el espíritu de su mujer muerta y el impacto sobre su segundo matrimonio. El guion de Robert Towne está basado en el cuento Ligeia escrito por el autor Edgar Allan Poe.

## Sinopsis
En los últimos años del siglo XIX, se lleva a cabo un funeral. La tapa del ataúd tiene una ventanita que permite ver el joven y bello rostro de la difunta, sobre el que salta un gato negro. Lo aparta el viudo, Verden Fell (Vincent Price) que está a la vez triste y amenazado por la muerte de su esposa, sintiendo su reticencia a morir y sus declaraciones casi blasfemas acerca de Dios. Solo y preocupado por un problema de visión que le obliga a llevar extrañas gafas oscuras, Fell rehúye del mundo.
En contra de su propio juicio, se casa con una joven testaruda (Elizabeth Shepherd) que conoce por casualidad mientras visitaba la tumba de nuevo y que al parecer estaba comprometida con un viejo amigo, Christopher Gough (John Westbrook). El espíritu de la primera mujer de Fell, Ligeia, parece encantar a la vieja mansión/abadía donde viven y una serie de visiones nocturnas, y atacando a Rowena la siniestra presencia de un gato negro (que puede estar habitado por el espíritu de Ligeia) le causan angustia. En última instancia, deberá enfrentarse al espíritu de Ligeia y resistirse a ella o perecer.

## Reparto
- Vincent Price - Verden Fell
- Elizabeth Shepherd - Rowena Trevanion/Ligeia
- John Westbrook - Christopher Gough
- Derek Francis - Lord Trevanion
- Oliver Johnston - Kenrick
- Richard Vernon - Dr. Vivian
- Frank Thornton - Peperel, el mayordomo
- Ronald Adam - El clérigo
- Denis Gilmore - El repartidor
- Penelope Lee - La sirvienta

## Producción
Debido a que la historia original era demasiado corta, en el guion se amplió el tema con mesmerismo y necrofilia. Roger Corman inicialmente se mostró reacio a usar a Vincent Price como protagonista, ya que le parecía demasiado mayor para un personaje que tendría entre veinticinco y treinta años, él prefería a Richard Chamberlain. Robert Towne, el guionista, también dijo que "creo que hubiera sido mejor con un hombre que no pareciera un necrófilo para empezar... Amo a Vincent, es muy dulce. Pero, en cuanto lo ves, sospechas que Vincent podría acostarse con gatos, gallinas, chicas, perros, todo. Sientes que la necrofilia podría ser una de sus cosas básicas. Sentí que el papel requería de un chico casi antinaturalmente guapo del que la segunda esposa podría fácilmente enamorarse. También debería haber una sensación de tabú sobre el estrecho vínculo que tenía con su primera esposa, como si fuera algo incestuoso, dos mitades de la misma persona."
Sin embargo, la productora impuso a Price como protagonista. Cuando Corman informó a Robert Towne, le dijo: "No te preocupes, Bob, !Tengo al maquillador de Marlene Dietrich!". Corman usó una espesa capa de maquillaje para que pareciera más joven.
La película se rodó en Castle Acre Priory, Norfolk y otras ubicaciones británicas con un elenco mayoritariamente inglés. La tumba de Ligeia se estrenó en noviembre de 1964 en Reino Unido y en Estados Unidos en enero de 1965. Roger Corman dijo más tarde: "todas las películas de Poe generaron dinero, pero La tumba de Ligeia recaudó la menor cantidad. Creo que fue porque la serie se estaba quedando sin fuerza y también porque era demasiado complicada."
Corman le dio permiso más tarde a Martin Scorsese para usar una escena de la película en Mean Streets.

## Crítica
Howard Thompson en el The New York Times del 6 de mayo de 1965 escribió: 

"(...) El Sr. Price todavía se destaca, al frente y en el centro, pero estas sorpresas de bajo presupuesto generalmente evocan una sensación convincente de atmósfera embriagadora y fatalidad en espiral en sus excelentes escenarios góticos, llamativos esquemas de color y movilidad de la cámara... uso de un entorno auténtico, una antigua abadía en Norfolk, Inglaterra, y la hermosa campiña. La imagen no está tan terminada como La Máscara de la Muerte Roja... pero el clima de maldad de Corman es tan insalubre y contagioso como siempre."

Corman comentó más tarde que era una de las mejores películas de Poe y la actuación de Vincent Price muy buena, era simplemente una cuestión de edad.

## Alrededor de la película
- La tumba de Ligeia es la última de las ocho adaptaciones de cuentos de Edgar Allan Poe dirigidas por Roger Corman entre 1960 y 1964. Las anteriores fueron:

1. La caída de la casa Usher (1960)
2. Pit and the Pendulum (1961)
3. La obsesión (1962)
4. Tales of Terror (1962)
5. El cuervo (1963)
6. The Haunted Palace (1963)
7. The Masque of the Red Death (1964)

- Una escena de La tumba de Ligeia aparece en la película Mean Streets (1973) de Martin Scorsese cuando dos personajes se encuentran juntos en el cine.[1]